# Zatoka Panamska
Zatoka Panamska (hiszp. Golfo de Panamá) – zatoka Oceanu Spokojnego u południowych wybrzeży Panamy. Jej szerokość wynosi około 185-250 km. Głębokość dochodzi do 200 m.
Zatoka Panamska ma rozwiniętą linię brzegową. Posiada trzy mniejsze zatoki: Parita, Panama i San Miguel. Na wodach zatoki znajdują się liczne wyspy, z których największa to Isla del Rey (w archipelagu Wysp Perłowych).
Ważniejsze porty nad Zatoką Panamską to Panama, Balboa, Chitré i La Palma. W północnej części zatoki znajduje się wejście do Kanału Panamskiego, który łączy Ocean Spokojny z Morzem Karaibskim i Oceanem Atlantyckim.